# Kertész (kráter)

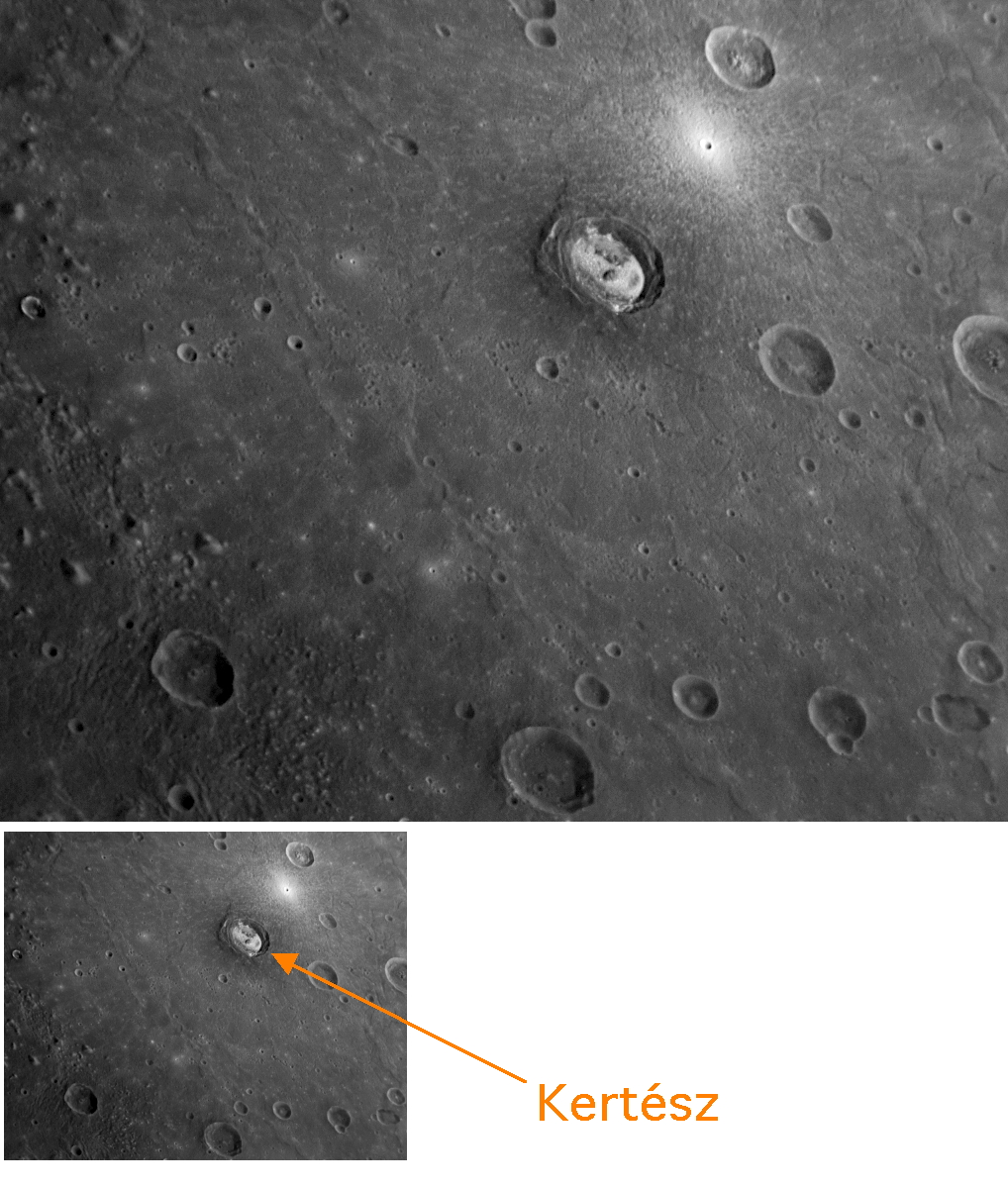
Kráter Kertész na planetě Merkur

Kertész je impaktní kráter o průměru 33 km, který se nachází na povrchu planety Merkur. Byl pojmenován na počest maďarského fotografa André Kertésze.
Nachází se na západním okraji kráteru Caloris Basin. Na svém dně obsahuje neobvykle lesklý materiál. Kráter Sander, který se nachází na severozápadním okraji Calorisu obsahuje také lesklý materiál. Severovýchodě od Kertésze je ještě jeden malý kráter, který má ze svého středu rozbíhající se velmi světlé paprsky a také okolní lem tvořený vyvrženými horninami při dopadu (tzv. ejekta), což naznačuje, že je relativně mladý vůči svému okolí.